# Sternoptychidae
Pour les articles homonymes, voir Poisson-hachette.
Famille
Les Sternoptychidae (sternoptychidés en français) sont une famille de poissons téléostéens bioluminescents. Ces espèces sont parfois appelées haches d'argent ou poissons-hachettes.

## Liste des genres
Selon World Register of Marine Species (22 mars 2017) :
- sous-famille Maurolicinae Gill, 1885
  - genre Araiophos Grey, 1961
  - genre Argyripnus Gilbert & Cramer, 1897
  - genre Danaphos Bruun, 1931
  - genre Maurolicus Cocco, 1838
  - genre Sonoda Grey, 1959
  - genre Thorophos Bruun, 1931
  - genre Valenciennellus Jordan & Evermann, 1896
- sous-famille Sternoptychinae Duméril, 1805
  - genre Argyropelecus Cocco, 1829
  - genre Polyipnus Günther, 1887
  - genre Sternoptyx Hermann, 1781

## Galerie

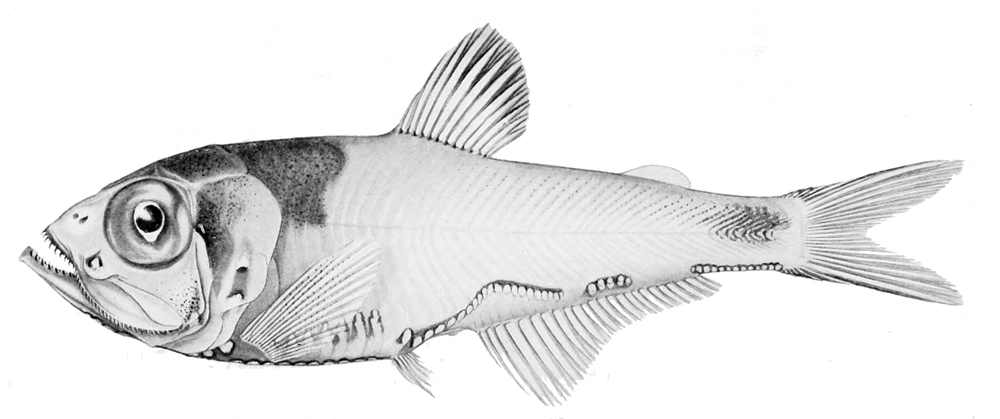
Argyripnus iridescens.
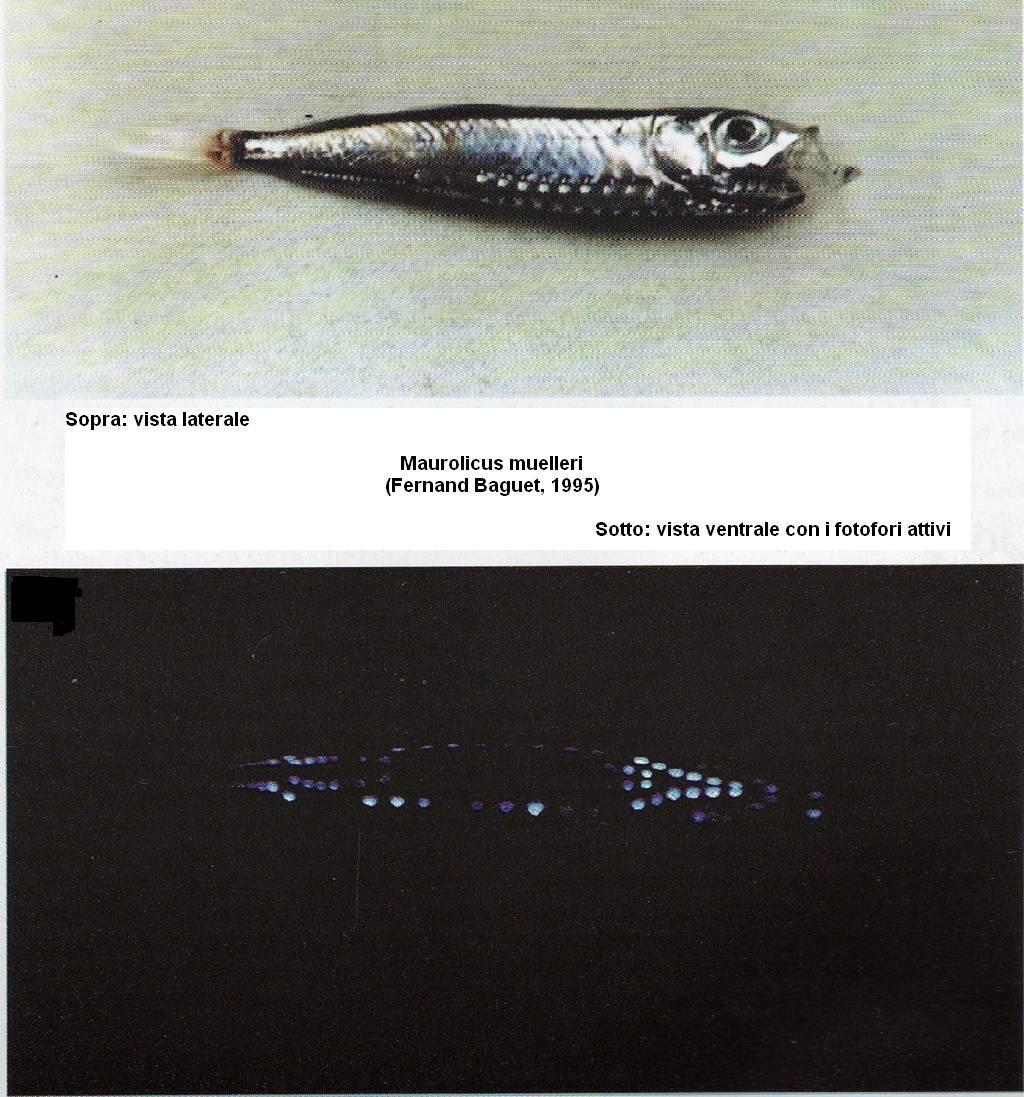
Maurolicus muelleri.
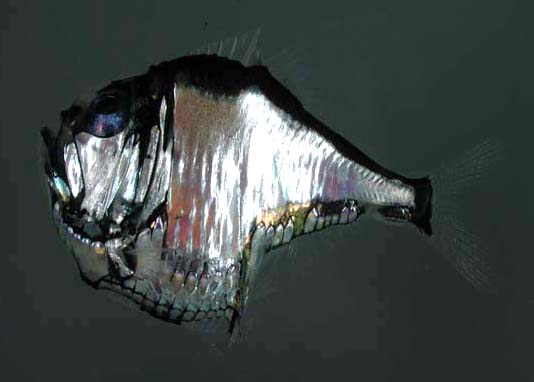
Argyropelecus aculeatus.
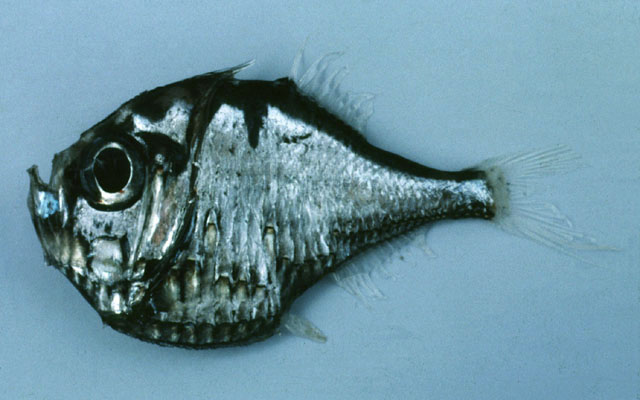
Polyipnus triphanos.
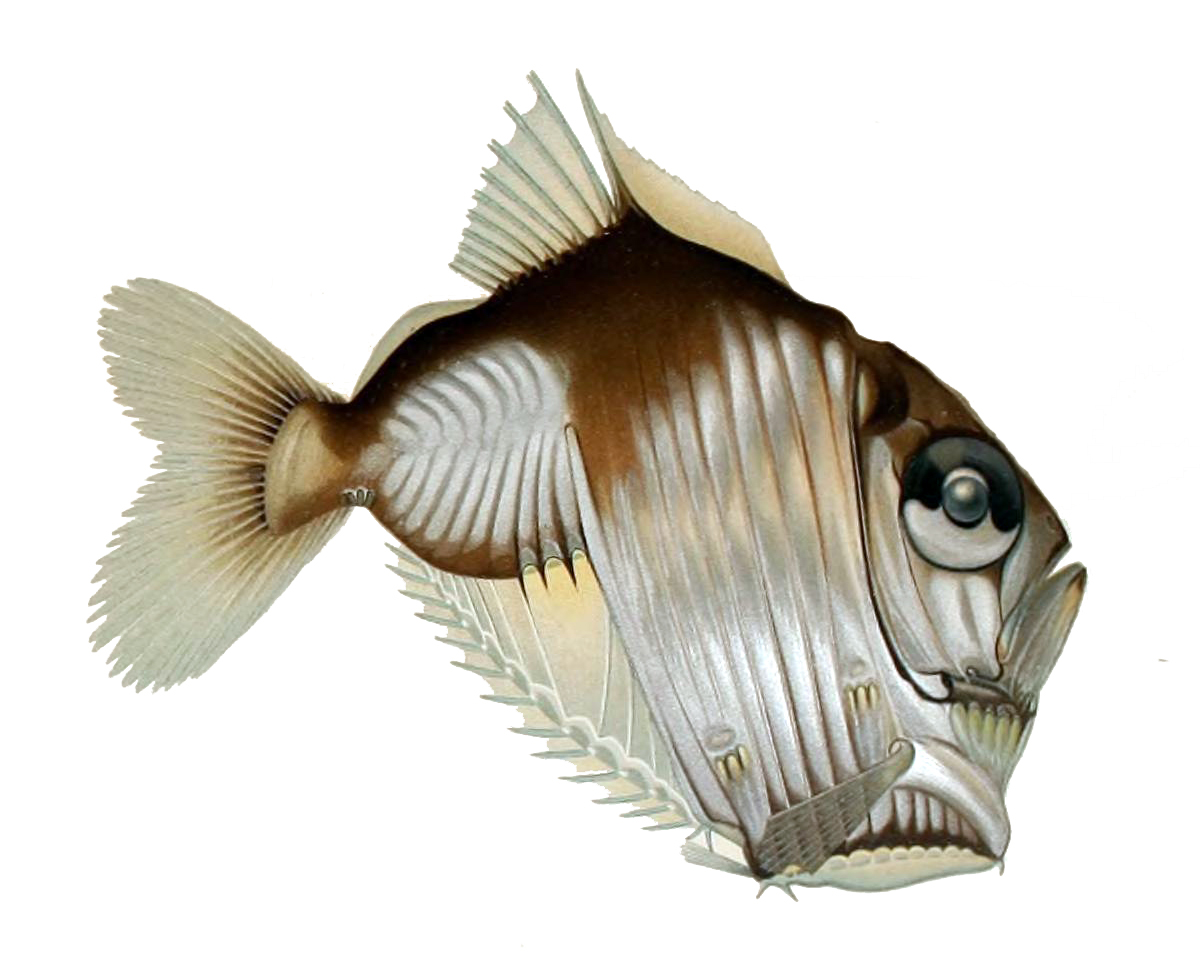
Sternoptyx diaphana.